# Arne Hörmann
Arne Hörmann (* 12. Dezember 1979 in Karlsruhe) ist ein deutscher Synchronsprecher, Moderator, Autor und Schauspieler. Als Synchronsprecher sprach er unter anderem in den Serien Carnival Row, Hawaii Five-0, Bosch, The Man in the High Castle, The Blacklist und Outlander.

## Leben
Arne Hörmann studierte von 2002 bis 2007 Magister artium der Kommunikationswissenschaft an der Ludwig-Maximilians-Universität in München. Er war Redakteur bei M94.5 Radio in München. Nach seinem Studium war er bis 2016 Sprecher und TV-Redakteur bei der S&L Medienproduktion in München. Zudem absolvierte er mehrere Moderations- und Sprechausbildungen, unter anderem bei Uwe Hackbarth, Axel Wostry und Carola von Seherr-Thoss.
2007 gründete er mit Philipp Walulis, Tobias Klose und Benjamin Eimannsberger die satirische Hiphop-Band Die Stehkrägen von Aggro Grünwald, in der er unter seinem Pseudonym Yachtmeister rappte. Von 2011 bis 2014 war Arne Hörmann in verschiedenen Rollen bei Walulis sieht fern zu sehen.
Hörmann gründete 2017 mit dem Journalisten Tim Wessling die Reisevideo-Plattform 60seconds.travel und ist dort als Moderator tätig. Für das SAT.1 Reisemagazin Grenzenlos – Die Welt entdecken präsentierte Hörmann im September 2020 die Eifel. Zudem ist er Reporter der 100 Sekunden-Rubrik des ProSieben-Wissensmagazins Galileo.

## Filmografie

### Als Schauspieler
- 2011–2014: Walulis sieht fern

### Als Synchronsprecher
(nach Jahr der Synchronisation)

#### Filme
- 2018: Billy Magnussen (als Steve McKee) in Birth of the Dragon
- 2018: Joe Maalouf (als Joe Maalouf) in Capernaum – Stadt der Hoffnung
- 2017: Jack Hickey (als Thomas Hogg) in Mary Shelley
- 2017: Jenna Sharpe (als Bene Pelzig) in Sylvanian Families: Der Schatz von Sylvanian Village
- 2017: Pedro Calvo (als Gatillero) in Loving Pablo
- 2017: Richard Sahagún (als Inspektor Zabalza) in Invisible Guardian
- 2016: Lee Barton (als Der Junkie) in Let It Bleed
- 2016: A.J. Tannen (als H. Quinlan) in The Darkness
- 2016: Li Liam (als Sangs Assistent) in Lady Bloodfight
- 2020: Peter Patrikios (als Leighs Freund) in 21 Bridges

#### Serien
- 2024: Chihiro Suzuki (als Akutaro Shindo) in Bucchigiri?! in Episode "ab 3"
- 2023: Matthew Backer (als Armand) in wellmania. in 2 Episoden
- 2023: Konrad Eleryk (als Orlando) in Infamy
- 2023: Mario Russo (als PM Bianchi) in The Good Mothers in 2 Episoden
- 2023: Jack Romano (als Chuck Loving) in Daisy Jones & The Six in 3 Episoden
- 2022: Anders Tolergård (als Björn Castorp) in Riding in Darkness in 1 Episode
- 2022: Tommy Malouf (als Mark) in Night Sky in 1 Episode
- 2022: Tre Smith (als Troye) in Memorial Hospital - Die Tage nach Hurrikan Katrina in 4 Episoden
- 2022: Sung-wook Min (als Park Byung-jae) in May It Please the Court
- 2022: Adrian Zaremba (als Robert) in Familiengeheimnisse
- 2022: P.J. Polaco (als Justin Credible) in Queens in Episode 10 (Staffel 1)
- 2022: Sam Riegel (als Blair) in Disney Amphibia in 1 Episode
- 2022: Zack Evans (als Tyrone) in Abbott Elementary in Episode 3 (Staffel 2)
- 2022: Karl Yune (als Jae) in Dave in Episode 1 (Staffel 2)
- 2021: Alejandro de la Madrid (als Adán) in Nicht meine Schuld: Mexiko in 1 Episode
- 2021: Ryou Naitou (als Lista) in Kombattanten werden entsandt! in 1 Episode
- 2021: Alex Parkinson (als Max) in Wunderbare Jahre in 1 Episode
- 2021–2022: Kousuke Tanabe (als Space Shot) in Shaman King in 3 Episoden
- 2021–2022: Kensuke Satou (als Jackson) in Shaman King in Episode 40, 42–44
- 2021: Jun'ichi Suwabe (als Hermes) in Record of Ragnarok in 18 Episoden
- 2021: Quincy Brown (als Crown Camacho) in Power Book III: Raising Kanan  in 5 Episoden
- 2021: Richie Tormo (als Arconia-Arbeiter #2) in Only Murders in the Building in 1 Episode
- 2021: Toshihiko Seki (als Kyousuke Irie) in Higurashi: When They Cry - Sotsu
- 2021: Shohei Ogawa (als Hayashi Takeda) in High-Rise Invasion in 1 Episode
- 2021: Atsuyoshi Miyazaki (als Kotoo) in High-Rise Invasion in 3 Episoden
- 2021: Chris Garcia (als Dan) in The Great North in Episode 8 (Staffel 2)
- 2021: Kenichi Suzumura (als Takehiro Kai) in Godzilla Singular Point
- 2021: Yuusuke Kobayashi (als Zellenmann) in Cells at Work! in Episode 04–08
- 2021: Daisuke Hirakawa (als Zentralzelle) in Cells at Work! Code Black
- 2021: Mort Burke (als Anthony) in Mythic Quest: Raven's Banquet in Episode 3 & 8 (Staffel 2)
- 2021: Kousuke Echigoya (als Tarata) in Dragon Quest: The Adventure of Dai in Episode 22–23
- 2020–2021: Tom Atkinson (als Nick) in Sex Education in Episode 6; 4 (Staffel 2; 3)
- 2020: Dee Ahluwalia (als Benvolio) in Sex Education in Episode 8 (Staffel 2)
- 2020: Joe Witkowski (als Thom) in The Wilds in 10 Episoden
- 2020: Carel Nel (als Agent Lloyd) in Vagrant Queen in Episode 8 (Staffel 1)
- 2020: Al Madrigal (als Pizzabote Al) in Und jetzt: Die Muppets! in Episode 3 (Staffel 1)
- 2020: Freddy Sawyer (als Vikar) in Trying in 1 Episode
- 2020: Colin Hoult (als Richard) in Trying in 1 Episode
- 2020: Alexander Devrient (als Jarkko) in Ted Lasso in 1 Episode
- 2020: Brendan Scannell (als Jonny) in Tagebuch einer zukünftigen Präsidentin in 1 Episode
- 2020: Yuuki Inoue (als Torigoe) in Super HxEros in Episode 01–02, 06
- 2020: Tom Ashley (als George Brotherton) in Spy City in Episode 2, 3 & 5 (Staffel 1)
- 2020: Mark Arends (als Gamma Supervisor) in Schöne neue Welt in 1 Episode
- 2020: Justin Wade (als Travis) in Dave in Episode 8 (Staffel 1)
- 2020: Zach Scheerer (als Nick) in Dave in Episode 9 (Staffel 1)
- 2020: Kevin Hart (als Kevin Hart) in Dave in Episode 10 (Staffel 2)
- 2020: Taku Yashiro (als Ryuuji Maesaka) in Darwin’s Game
- 2020: Andrew Buzzeo (als Mr. Boswell) in Alex Rider in 4 Episoden
- 2020: Tony Giroux (als Adil) in Motherland: Fort Salem in Episode 6–10 (Staffel 1)
- 2020: Ryouhei Kimura (als Ledriano Kanon Azeschen) in The Misfit of Demon King Academy in Episode 9–11
- 2020: Fuad Ahmed (als Tan Likely) in The Hardy Boys in Episode 6 (Staffel 1)
- 2019: Justin Linville (als Bobby) in What We Do in the Shadows in 1 Episode
- 2019: Kasey Mahaffy (als Silas) in Truth Be Told - Der Wahrheit auf der Spur in 1 Episode
- 2019: Theo Barklem-Biggs (als Cabal) in Carnival Row in 3 Episoden
- 2019: Guy Christie (als Robert Street) in The Man in the High Castle in 1 Episode (Staffel 4)
- 2019: Alex Parra (als Marco) in Arrow (2012-) in 1 Episode (Staffel 7)
- 2019: Justin Lacey (als Romero) in Arrow (2012-) in 1 Episode (Staffel 7)
- 2019: Adam Bogen (als Jon Cortez) in Arrow (2012-) in 1 Episode (Staffel 7)
- 2019: Stuart McMillan (als Captain McPeters) in Outlander in 1 Episode (Staffel 4)
- 2019: Mark Elias (als Tim D’Amico) in Truth Be Told: Der Wahrheit auf der Spur in Episode 7 (Staffel 1)
- 2019: Frenkel Ari (als Michael) in Truth Be Told: Der Wahrheit auf der Spur in Episode 8 (Staffel 1)
- 2019: Gentoku Kumazawa (als Gou Asahi) in Mob Psycho 100 II in Episode 07, 09-11, 13
- 2019: Kevin Shen (als Malcolm) in L.A.’s Finest in 1 Episode
- 2019: Rich Ceraulo (als Chief John Dunn) in L.A.’s Finest in 1 Episode
- 2019: Yoshiaki Hasegawa (als David) in Carole und Tuesday in Episode 22
- 2019: Jim Schubin (als Emerson Mauer) in Law & Order: Special Victims Unit in Episode 17 (Staffel 20)
- 2019: Christopher McLinden (als Alec Vale) in Law & Order: Special Victims Unit in Episode 22 (Staffel 19)
- 2019: Eric Elizaga (als Dr. Stephen Hale (2. Stimme)) in Law & Order: Special Victims Unit in Episode 20 (Staffel 19)
- 2019: Kyle Decker (als Tate Brightman) in Law & Order: Special Victims Unit in Episode 8 (Staffel 20)
- 2019: Anthony Chatmon (als Darius Moore) in Law & Order: Special Victims Unit in Episode 4 (Staffel 20)
- 2018: Tobias Segal (als Timothy Peterson) in The Blacklist in 1 Episode (Staffel 6)
- 2018: Chad Brannon (als Sergeant Carl LaForest) in Bosch (2014-) in 1 Episode
- 2018: Keegan Allen (als Aiden Reed) in Major Crimes in Episode 6 (Staffel 6)
- 2018: Dino Fetscher (als Stanley) in Humans in Episode 2-7 (Staffel 3)
- 2018: Daniel Bonjour (als Levon Patch) in iZombie (Staffel 4)
- 2018: Hamza Jeetooa (als Kali Aziz) in Silent Witness in Episode 1 (Staffel 20)
- 2018: Edward Bourne (als Ben Logan) in Silent Witness in Episode 5 & 6 (Staffel 20)
- 2018: Jenna Sharpe (als Bene Pelzig) in Sylvanian Families
- 2018: Tatsuhisa Suzuki (als Ion) in Record of Grancrest War in Episode 05, 10, 24
- 2018: Maximilian Osinski (als Angelo Russetti) in New Amsterdam in Episode 19 (Staffel 1)
- 2018: Martin Martinez (als Stanley) in Leicht wie eine Feder in 1 Episode
- 2018: Justin A. David (als Reese Watson) in Instinct in 1 Episode
- 2018: Hiroyuki Endou (als David) in Forest of Piano in Episode 10; 13, 15, 19, 20
- 2018: Colm Hill (als Noah) in Charmed in Episode 13 (Staffel 1)
- 2018: Masaya Onosaka (als Kerberos) in Card Captor Sakura Clear Card Arc
- 2018: Sampo Sarkola (als Kari Kavén) in Bullets in Episode 9 (Staffel 1)
- 2018: Michael Cognata (als Officer Crawford) in 9-1-1 Notruf L.A. in 1 Episode
- 2018: Benjamin McFadden (als River Fields persönlicher Assistent) in Jane the Virgin in Episode 14 (Staffel 4)
- 2018: Clayton Farris (als Improvisationslehrer) in Jane the Virgin in Episode 12 (Staffel 4)
- 2018: Julien Ari (als Mario) in Jane the Virgin in Episode 5 (Staffel 4)
- 2018: Adrian Alvarado (als Sgt. Raphael Hiciando) in Power in Episode 1 (Staffel 5)
- 2018: Eddie Perino (als Seepferdchen) in Star gegen die Mächte des Bösen (Episode 7, 12, 35) (Staffel 3)
- 2017: Marcus Callender (als Ray Ray) in Power (Episode 10 (Staffel 3))
- 2017: Robert Plagnol (als Clément) in Call My Agent! (Episode 3 (Staffel 1))
- 2017: Jeremy Lawson (als Mr. Wolfe) in Bosch (1 Episode)
- 2017: Gustav Dyekjær Giese (als Ditlev Hartvig) in Heartless in 4 Episoden
- 2017: Kōsuke Toriumi (als Kuchiba) in Die Walkinder
- 2017: Patrick Kwok-Choon (als Dr. Chin) in Cardinal
- 2017: Richard Sahagún (als Inspektor Zabalza) in Invisible Guardian
- 2017: Will Allan (als Chip Swindell) in Chicago Justice (Episode 1)
- 2017: A. J. Tannen (als Aaron) in One Day at a Time
- 2017: Will Allan (als Chip Swindell) in Chicago Justice (1 Episode)
- 2017: Albert Chung (als Telemetry) in Salvation (3 Episoden)
- 2017: Tory Devon Smith (als Vinny) in Zac & Mia
- 2017: Toby Levins (als Eric Dunn) in Arrow (1 Episode)
- 2017: Andrew Highlands (als Louis) in Z Nation (Episode 8 (Staffel 4))
- 2017: Cole Vigue (als Randy) in The 100 (Episode 6, 9, 12 (Staffel 4))
- 2017: Gregg Turkington (als Greg) in Clarence (Episode 4) (Staffel 3))
- 2017: Will Richards (als Private Jenkins) in Outlander (1 Episode)
- 2016: Scott Hoatson (als Charles, Sandringhams Bote) in Outlander (1 Episode)
- 2016: Robert Henkel Jr. (als Sketchy Culebra) in From Dusk Till Dawn (2. Synchro) in (Episode 2 (Staffel 3))
- 2016: Jonathan Kleitman (als Dealer) in Finding Carter in (Episode 15 (Staffel 2))
- 2016: Jeff Brackett (als Officer Jarrett) in Hawaii Five-0 in (Episode 6 (Staffel 7))
- 2016: John Redlinger (als Grant) in Switched at Birth (Episode 2 (Staffel 5))
- 2016: Mahmud Shalaby (als Mahmoud) in Die Geiseln (Episode 9 (Staffel 2))
- 2016: A. J. Tannen (als H. Quinlan) in The Darkness – Evil Comes Home
- 2016: Ariya Ghahramani (als Amir Farik) in The Night Of: Die Wahrheit einer Nacht (Episode 1, 7, 8 (Staffel 2))
- 2016: Donal Thoms-Cappello (als Herb Morrison) in Timeless
- 2016: Lance Bass (als Lance Bass) in The Real O’Neals (Episode 1)
- 2016: Li Liam (als Sangs Assistent) in Lady Bloodfight
- 2016: Michael Masula (als Energieminister) in Nobel – Frieden um jeden Preis
- 2016: Mike Steinmetz (als Danny Goldberg) in Vinyl
- 2016: Subhash Mandal (als Dinesh) in Kevin Can Wait (1 Episode)
- 2016: Suhel Mahmud (als Moderator des Roda-Festes) in Soy Luna (Episode 159–160)
- 2016: Thomas E. Sullivan (als Sean Porter) in Conviction (Episode 5)
- 2016: als Gary in Kibaoh Klashers (* 2016–)
- 2015: Kris Holden-Ried (als Chief Inspektor Kierken) in Dark Matter (Episode 1)
- 2015: Yoshimasa Hosoya (als Makoto Narumi) in Seraph of the End (Episode 17–19, 21–24)
- 2015: Jesse Reid (als Hashtag) in iZombie (Episode 9 (Staffel 2))
- 2015: Jordan Van Dyck (als Cpl. Dookie) in The Expanse (Episode 3, 4 (Staffel 1))
- 2015: Kevin Claydon (als Edin) in The Expanse (Episode 7, 8 (Staffel 2))
- 2015: Malefane Mosuhi (als Mano) in Cape Town (Episode 6)
- 2015: Marques Ray (als Juan-Julio) in Dr. Ken
- 2015: Andrea Dolente (als Samuel Gendron) in Büro der Legenden (Episode 1, 3–5, 7, 9, 19 (Staffel 3))